# العلاقات المارشالية الطاجيكستانية
العلاقات المارشالية الطاجيكستانية هي العلاقات الثنائية التي تجمع بين جزر مارشال وطاجيكستان.

## مقارنة بين البلدين
هذه مقارنة عامة ومرجعية للدولتين:
| وجه المقارنة                                              | جزر مارشال                     | طاجيكستان                          |
| --------------------------------------------------------- | ------------------------------ | ---------------------------------- |
| المساحة (كم2)                                             | 181                            | 143.10 ألف                         |
| عدد السكان (نسمة)                                         | 53.13 ألف                      | 8.92 مليون                         |
| الكثافة السكانية (ن./كم²)                                 | 29.35 ألف                      | 62.33                              |
| العاصمة                                                   | ماجورو                         | دوشنبه                             |
| اللغة الرسمية                                             | لغة إنجليزية، اللغة المارشالية | اللغة الطاجيكية                    |
| العملة                                                    | دولار أمريكي                   | ساماني طاجيكي، الروبل الطاجيكستاني |
| الناتج المحلي الإجمالي (بليون دولار)                      | 199.40 مليون                   | 7.15 مليار                         |
| الناتج المحلي الإجمالي (تعادل القوة الشرائية) بليون دولار | 207.25 مليون                   | 24.03 مليار                        |
| الناتج المحلي الإجمالي الاسمي للفرد دولار أمريكي          | 3.38 ألف                       | 925                                |
| الناتج المحلي الإجمالي للفرد دولار أمريكي                 | 3.80 ألف                       | 2.69 ألف                           |
| مؤشر التنمية البشرية                                      |                                | 0.624                              |
| رمز المكالمات الدولي                                      | +692                           | +992                               |
| رمز الإنترنت                                              | .mh                            | .tj                                |
| المنطقة الزمنية                                           | ت ع م+12:00                    | ت ع م+05:00                        |

## منظمات دولية مشتركة
يشترك البلدان في عضوية مجموعة من المنظمات الدولية، منها:
| علم المنظمة | اسم المنظمة                   | تاريخ انضمام جزر مارشال | تاريخ انضمام طاجيكستان |
| ----------- | ----------------------------- | ----------------------- | ---------------------- |
|             | مؤسسة التنمية الدولية         | 19 يناير 1993           | 4 يونيو 1993           |
|             | مؤسسة التمويل الدولية         | 23 سبتمبر 1992          | 2 ديسمبر 1994          |
|             | منظمة حظر الأسلحة الكيميائية  | ?                       | ?                      |
|             | الأمم المتحدة                 | 17 سبتمبر 1991          | 2 مارس 1992            |
|             | الاتحاد الدولي للاتصالات      | 22 فبراير 1996          | 28 أبريل 1994          |
|             | منظمة الشرطة الجنائية الدولية | ?                       | ?                      |
|             | البنك الدولي للإنشاء والتعمير | 21 مايو 1992            | 4 يونيو 1993           |
|             | بنك التنمية الآسيوي           | 1990                    | 1998                   |
|             | يونسكو                        | 30 يونيو 1995           | 6 أبريل 1993           |